# 11 aC
L'11 aC fou un any del calendari romà prejulià.

## Esdeveniments

### Imperi romà
- Batalla del riu Lupia, les forces del cèsar August guanyen a la Germània.

## Necrològiques
- Octavia Minor, germana d'August